# Everything but the Girl
Everything but the Girl – brytyjski zespół muzyczny założony w 1982 w Hull, w Anglii przez Tracey Thorn (wokalistka) i Bena Watta (gitarzysta, klawiszowiec i wokalista). Debiutowali w 1983 roku koncertem w londyńskim Instytucie Sztuki Współczesnej. Ich pierwszy utwór, cover Night and Day Cole Portera, zyskał popularność na brytyjskich niezależnych listach przebojów. Debiutancka płyta Eden (1984), promowana piosenką Each and Every One, oczarowała publiczność. W 1990 roku grupa nagrała w Los Angeles swoją piątą płytę The Language of Life. W kolejnych latach zespół nagrał kilka coverów oraz współpracował z Massive Attack. W 1995 roku wydali singel Missing, zremiksowany przez Todda Terry'ego, który pobił rekord wszech czasów, spędzając 55 tygodni na liście Billboardu. W 1999 ukazał się album Temperamental, po czym w 2000 roku grupa zawiesiła działalność. W 2022 roku zespół po 22 latach reaktywował się, zapowiadając na 2023 rok pierwszy od 24 lat album studyjny grupy. Album zatytułowany Fuse został wydany 21 kwietnia 2023 roku.

## Dyskografia
| Rok  | Album                                                 | UK | U.S. |
| ---- | ----------------------------------------------------- | -- | ---- |
| 1984 | Eden                                                  | 14 | -    |
| 1985 | Love Not Money                                        | 10 | -    |
| 1986 | Baby the Stars Shine Bright                           | 22 | -    |
| 1988 | Idlewild                                              | 13 | -    |
| 1990 | The Language of Life                                  | 10 | 77   |
| 1991 | Worldwide                                             | 29 | -    |
| 1992 | Acoustic                                              | -  | -    |
| 1992 | Essence & Rare 82-92                                  | -  | -    |
| 1993 | Home Movies                                           | 5  | -    |
| 1994 | Amplified Heart                                       | 20 | 46   |
| 1996 | Walking Wounded                                       | 4  | 37   |
| 1996 | The Best of Everything but the Girl                   | 23 | -    |
| 1999 | Temperamental                                         | 16 | 65   |
| 2001 | Back To Mine, an EBTG compilation of Chill Out tracks | -  | -    |
| 2003 | Like the Deserts Miss the Rain                        | 58 | -    |
| 2006 | Adapt or Die: Ten Years of Remixes                    | -  | -    |
| 2006 | The Platinum Collection                               | -  | -    |
| 2007 | The Works a 3 CD Retrospective                        | -  | -    |
| 2023 | Fuse                                                  | 3  | 116  |

### EP-ki
| Rok  | EP-ka                                   | UK | U.S. |
| ---- | --------------------------------------- | -- | ---- |
| 1992 | Covers EP                               | 13 | -    |
| 1993 | The Only Living Boy in New York EP      | 42 | -    |
| 1993 | I Didn't Know I Was Looking for Love EP | 72 | -    |
| 1994 | Missing - the Live EP                   | -  | -    |

### Single
| Rok  | Singel                                                                          | UK | IRL | U.S. | U.S. Dance | Album                               |
| ---- | ------------------------------------------------------------------------------- | -- | --- | ---- | ---------- | ----------------------------------- |
| 1983 | "Night and Day"                                                                 | -  | -   | -    | -          | —                                   |
| 1984 | "Each and Every One"                                                            | 28 | 19  | -    | -          | Eden                                |
| 1984 | "Mine"                                                                          | 58 | -   | -    | -          | —                                   |
| 1984 | "Native Land"                                                                   | 73 | -   | -    | -          | —                                   |
| 1985 | "When All's Well"                                                               | -  | -   | -    | -          | Love Not Money                      |
| 1985 | "Angel"                                                                         | -  | -   | -    | -          | Love Not Money                      |
| 1986 | "Come On Home"                                                                  | 44 | 27  | -    | -          | Baby, the Stars Shine Bright        |
| 1986 | "Don't Leave Me Behind"                                                         | 72 | -   | -    | -          | Baby, the Stars Shine Bright        |
| 1988 | "These Early Days" (remix)                                                      | 75 | -   | -    | -          | Idlewild                            |
| 1988 | "I Always Was Your Girl"                                                        | -  | -   | -    | -          | Idlewild                            |
| 1988 | "I Don't Want to Talk About It"                                                 | 3  | 3   | -    | -          | Idlewild                            |
| 1988 | "Love Is Here Where I Live"                                                     | -  | -   | -    | -          | Idlewild                            |
| 1990 | "Driving"                                                                       | 54 | 30  | -    | -          | The Language of Life                |
| 1990 | "Take Me" (Hamblin remix)                                                       | -  | -   | -    | -          | The Language of Life                |
| 1991 | "Old Friends"                                                                   | -  | -   | -    | -          | Worldwide                           |
| 1991 | "Twin Cities" (Wildwood remix)                                                  | -  | -   | -    | -          | Worldwide                           |
| 1994 | "Rollercoaster"                                                                 | 65 | -   | -    | -          | Amplified Heart                     |
| 1994 | "Missing"                                                                       | 69 | -   | -    | -          | Amplified Heart                     |
| 1995 | "Missing" (Todd Terry remix)                                                    | 3  | 3   | 2    | -          | Amplified Heart                     |
| 1996 | "Walking Wounded"                                                               | 6  | 29  | -    | -          | Walking Wounded                     |
| 1996 | "Wrong"                                                                         | 8  | 20  | 68   | 1          | Walking Wounded                     |
| 1996 | "Single"                                                                        | 20 | -   | -    | -          | Walking Wounded                     |
| 1996 | "Driving" (remix)                                                               | 36 | -   | -    | -          | The Best of Everything but the Girl |
| 1997 | "Before Today"                                                                  | 25 | -   | -    | -          | Walking Wounded                     |
| 1998 | "The Future of the Future (Stay Gold)" (Deep Dish with Everything but the Girl) | 31 | -   | -    | 1          | Temperamental                       |
| 1999 | "Five Fathoms (Love More)"                                                      | 27 | -   | -    | 1          | Temperamental                       |
| 1999 | "Blame"                                                                         | -  | -   | -    | -          | Temperamental                       |
| 2000 | "Temperamental"                                                                 | 72 | -   | -    | 1          | Temperamental                       |
| 2000 | "Lullaby of Clubland"                                                           | -  | -   | -    | 3          | Temperamental                       |
| 2001 | "Tracey in My Room" (Mash-up – credited to EBTG vs Soul Vision)                 | 34 | -   | -    | -          | —                                   |
| 2002 | "Corcovado"                                                                     | -  | -   | -    | -          | Red Hot + Rio                       |
| 2023 | "Nothing Left to Lose"                                                          | -  | -   | -    | -          | Fuse                                |
| 2023 | "Caution to the Wind"                                                           | -  | -   | -    | -          | Fuse                                |
| 2023 | "Run a Red Light"                                                               | -  | -   | -    | -          | Fuse                                |
| 2023 | "No One Knows We’re Dancing"                                                    | -  | -   | -    | -          | Fuse                                |